# Talonide
Le talonide est une protubérance des molaires inférieures qui sert à broyer les aliments. Situé dans la région postérieure interne de la dent, il est généralement plus petit que le trigonide (antérieur).
Le talonide est apparu avec les molaires tribosphéniques chez les ancêtres paléozoïques des mammifères actuels, d'abord avec une seule cuspide. Chez les mammifères modernes dotés de molaires tribosphéniques (certains insectivores, chauves-souris et primates), il comporte deux ou trois cuspides de tailles différentes, l'entoconide (cuspide linguale), l'hypoconide (buccale) et l'hypoconulide (entre les deux autres).
Dans le genre Homo, la forme du talonide diffère entre H. neanderthalensis (arrondie) et H. sapiens (carrée),.